# Okręg wyborczy Carmarthen
Okręg wyborczy Carmarthen powstał w 1542 r. i wysyłał do angielskiej, a następnie brytyjskiej, Izby Gmin jednego deputowanego. Okręg obejmował miasto Carmarthen w Walii. Został zlikwidowany w 1997 r.

## Deputowani do brytyjskiej Izby Gmin z okręgu Carmarthen

### Deputowani w latach 1542-1660
- 1554: William Aubrey
- 1604–1611: Walter Rice
- 1614: William Thomas
- 1621–1629: Henry Vaughan
- 1640–1644: Francis Lloyd
- 1646–1648: William Davies
- 1659: David Morgan

### Deputowani w latach 1660-1997
- 1660–1661: Arthur Annesley
- 1661–1679: John Vaughan
- 1679–1685: Altham Vaughan
- 1685–1725: Richard Vaughan
- 1725–1727: James Phillips
- 1727–1741: Arthur Bevan
- 1741–1747: John Phillips
- 1747–1751: Thomas Mathews
- 1751–1761: Griffith Philipps
- 1761–1768: Ralph Verney, 2. hrabia Verney
- 1768–1774: Griffith Philipps
- 1774–1780: John Adams
- 1780–1784: George Philipps
- 1784–1796: John George Philipps
- 1796–1796: Magens Dorrien Magens
- 1796–1803: John George Philipps
- 1803–1806: William Paxton
- 1806–1813: George Campbell
- 1813–1821: John Campbell
- 1821–1832: John Jones of Ystrad
- 1832–1835: William Yelverton, wigowie
- 1835–1837: David Lewis, Partia Konserwatywna
- 1837–1864: David Morris, Partia Liberalna
- 1864–1868: William Morris, Partia Liberalna
- 1868–1874: John Cowell-Stepney, Partia Liberalna
- 1874–1876: Charles William Nevill, Partia Konserwatywna
- 1876–1878: Emile Cowell-Stepney, Partia Liberalna
- 1878–1882: Benjamin Thomas Williams, Partia Liberalna
- 1882–1886: John Jones Jenkins, Partia Liberalna
- 1886–1892: Emile Cowell-Stepney, Partia Liberalna
- 1892–1895: Evan Rowland Jones, Partia Liberalna
- 1895–1900: John Jones Jenkins, Partia Liberalno-Unionistyczna
- 1900–1906: Alfred Davies, Partia Liberalna
- 1906–1918: William Llewelyn Williams, Partia Liberalna
- 1918–1923: John Hinds, Partia Liberalna
- 1923–1924: Ellis Ellis-Griffith, Partia Liberalna
- 1924–1928: Alfred Mond, Partia Liberalna, od 1926 r. Partia Konserwatywna
- 1928–1929: William Nathaniel Jones, Partia Liberalna
- 1929–1931: Daniel Hopkin, Partia Pracy
- 1931–1935: Richard Thomas Evans, Partia Liberalna
- 1935–1941: Daniel Hopkin, Partia Pracy
- 1941–1945: Ronw Moelwyn Hughes, Partia Pracy
- 1945–1957: Rhys Hopkin Morris, Partia Liberalna
- 1957–1966: Megan Lloyd George, Partia Pracy
- 1966–1970: Gwynfor Evans, Plaid Cymru
- 1970–1974: Gwynoro Jones, Partia Pracy
- 1974–1979: Gwynfor Evans, Plaid Cymru
- 1979–1987: Roger Thomas, Partia Pracy
- 1987–1997: Alan Wynne Williams, Partia Pracy